# Восточнокарибский газовый трубопровод
Восточнокарибский газовый трубопровод (англ. Eastern Caribbean Gas Pipeline) — предлагаемый трубопровод природного газа из Тобаго на другие острова восточной части Карибского бассейна.

## История
Идея трубопровода возникла у Патрика Маннинга, премьер-министра Тринидада и Тобаго, который объявил в 2002 году, что его страна собирается осуществить один из крупнейших проектов гражданского строительства в Карибском регионе.
Проект первоначально потерпел неудачу, когда венесуэльский лидер Уго Чавес настойчиво потребовал, чтобы трубопровод вместо этого начинался из Венесуэлы и протягивался дальше на север, включая Кубу и Соединённые Штаты Америки.
В марте 2010 года Барбадос после двухлетнего перерыва заявил, что будет стремиться перейти к стадии переговоров по первому этапу трубопровода из Тобаго в Барбадос.

## Расположение
Общая длина трубопровода будет 596 миль (959 км), включая подходы к берегу и боковую линию на Барбадос. Первый этап протяжённостью 177 миль (285 км) начнётся с Коув-Пойнт-Эстейт в Тобаго и продлится до Барбадоса. На втором этапе он будет расширен до Сент-Люсии, Доминики, Мартиники и Гваделупы.

## Компания
Проект разработан компанией Eastern Caribbean Gas Pipeline Company Limited (ECGPC). 60% компании находятся в совместном владении американских компаний Beowulf Energy LLC и First Reserve Energy International Fund. Остальные принадлежат компаниям Тринидада и Тобаго Guardian Holdings (15%), Unit Trust Corporation (15%) и Национальной газовой компании Тринидада и Тобаго (10%).